# یواس‌اس دوروتی
یواس‌اس دوروتی ممکن است به یکی از موارد زیر اشاره داشته باشد:
- یواس‌اس دوروتی (اس‌پی-۱۲۸۹)
- یواس‌اس دوروتی (۱۸۹۸)